# Samuel Hafenreffer

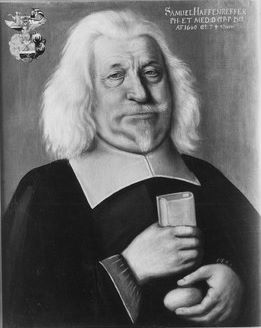
Samuel Hafenreffer in der Tübinger Professorengalerie

Samuel Hafenreffer (* 26. April 1587 in Herrenberg; † 26. September 1660 in Tübingen) war ein deutscher Arzt, Mediziner und Hochschullehrer an der Universität Tübingen.

## Leben
Samuel Hafenreffer, der Sohn des Theologen Matthias Hafenreffer, wurde 1600 in Tübingen immatrikuliert, bekam 1601 den Bacc. art. und 1604 den Mag. art. Hafenreffer gehörte in Tübingen zum Freundeskreis des chiliastischen Juristen und Theosophen Tobias Heß. Zu diesem Kreis zählten beispielsweise auch Johann Valentin Andreae, Christoph Besold, Wilhelm Bidembach von Treuenfels, Abraham Hölzel, Thomas Lansius und Wilhelm Schickard.
Nach seinem Studium der Medizin war er drei Jahre Hauslehrer der Söhne des Freiherrn Johann Ulrich von Starhemberg in Österreich. Zur weiteren Ausbildung studierte er 1612 an der Universität Wittenberg, danach in Basel und Straßburg. 1614 wurde er in Tübingen zum Dr. med. promoviert. 1614 war er Physikus in Kirchheim/Teck sowie in Österreich. 1620 arbeitete er in Tübingen, 1642 in Biberach und 1647 erneut in Kirchheim/Teck. 1648 folgte er einem Ruf als ordentlicher Professor für Medizin in Tübingen. 1653, 1656/57 und 1659/60 war er Rektor der Universität Tübingen. Sein Porträt hängt daher in der Tübinger Professorengalerie.

## Wissenschaftliche Tätigkeiten

Frontispiz von Samuel Hafenreffers Nosodochium (Ulm 1660).

Samuel Hafenreffer veröffentlichte 1660 eine Definition von Juckreiz (pruritus), einer unangenehmen Empfindung der Haut, welche ein Kratzen mit den Fingernägeln oder anderen Hilfsmitteln provoziert. Er gilt als der Autor des ersten Buches über Hautkrankheiten im deutschen Kulturraum.
Er benutzte die 300 Jahre zuvor entstandene Notenschrift zur Aufzeichnung der Frequenzen und Qualitäten des menschlichen Pulses und beschrieb diesen als die „süßeste Melodie des Lebens“.
In einem seiner Bücher veröffentlichte er eine Tarantella, ein Musikstück zu Heilung der angeblich von apulischen Taranteln gebissenen Tanzwütigen. Der Tarantismus kommt auch heute noch in Apulien vor.

## Schriften (Auswahl)
- Samuel Hafenreffer: Monochordon symbolico-biomanticum. Abstrusissimam pulsuum doctrinam, ex harmoniis musicis dilucidè, Figurisq[ue] oculariter demonstrans, de Causis & Prognosticis inde promulgandis fideliter instruens, & jucundè per Medicam praxin resonans. Balthasar Kühn, Ulm 1640, OCLC 492457006 (online bei der Bayerischen Staatsbibliothek).
- Beschreibung des Brunnens von Niedernau: Samuel Hafenreffer: Littvs Avstriaco-Neccaricvm Medicamentorvm, Daß ist Kurtze vn[d] Eigentliche Beschreibung deß Edlen vn[d] kostbaren Saurbrunnens zu Nideraw bey Rottenburg am Necker : mit was Edlen Kräfften derselbe durch die Mineralia begabet … Johann Geng, Costantz am Bodensee 1642, OCLC 314978785 (online bei der Bayerischen Staatsbibliothek).